# Sphaerostephanos nudisorus
Sphaerostephanos nudisorus är en kärrbräkenväxtart som beskrevs av Holtt. Sphaerostephanos nudisorus ingår i släktet Sphaerostephanos och familjen Thelypteridaceae. Inga underarter finns listade.